# Borggreve (Adelsgeschlecht)

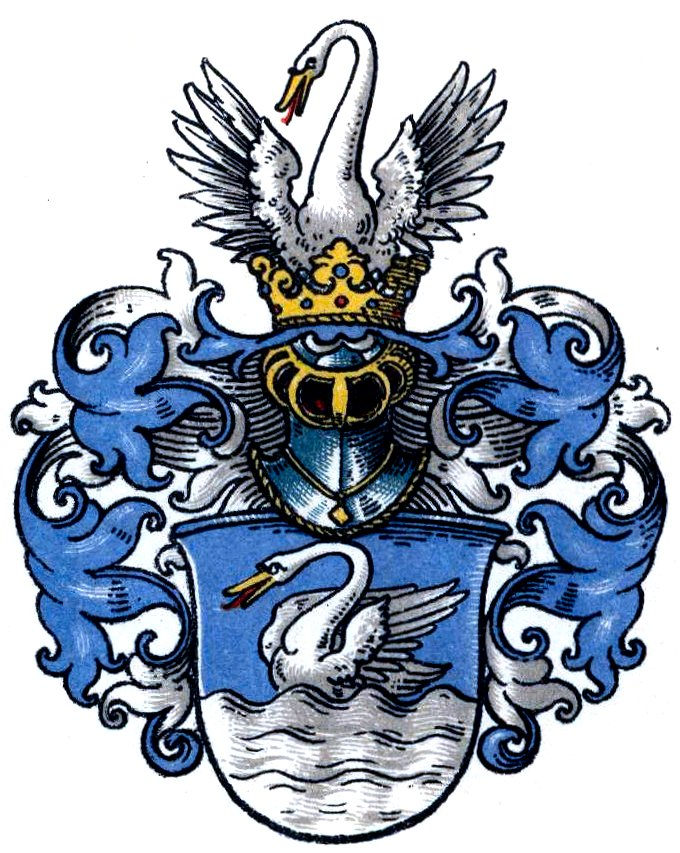
Wappen derer von Borggreve

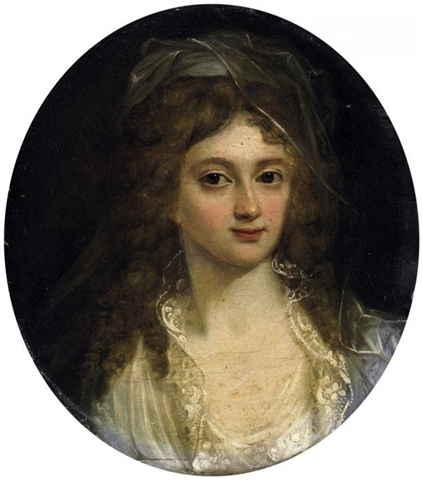
Porträt der Arnoldina von Borggreve von Rincklake (vor 1813)

Die Herren von Borggreve (auch: Borggrave oder Borggrafe) waren ein westfälisches Adelsgeschlecht.

## Geschichte
Über die Familie ist wenig bekannt. Die aus Münster stammende Arnoldina von Borggreve (1773–1847) (siehe Porträt) erhielt zusammen mit ihrem Ehemann Clemens August II. von Detten (1775–1827) am 26. April 1803 den Adelsstand verliehen, erblich aber nur für den Mannesstamm derer von Detten. Arnoldinas Eltern waren die bürgerlichen Eheleute Friedrich Christian Anton Borggreve und Margareta Monica Heinrich.
Das Geschlecht ist von den niederländischen Grafen von Borchgrave (d´Altena) zu unterscheiden. Eben diesen Grafen von Borchgrave ordnet Bernd fälschlicherweise das Wappen der Herren von Borggreve zu.

## Wappen
Blasonierung: In Blau ein rechtsschwimmender Schwan auf silbernen Wellen. Auf dem gekrönten Helm der Schwan wachsend. Die Helmdecken sind blau-silber.
Weitere Wappendarstellungen:

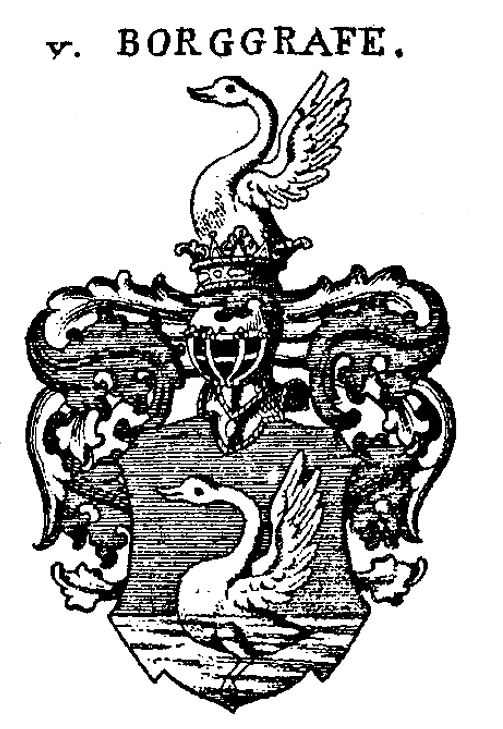
Wappen derer von Borggrafe bei Siebmacher
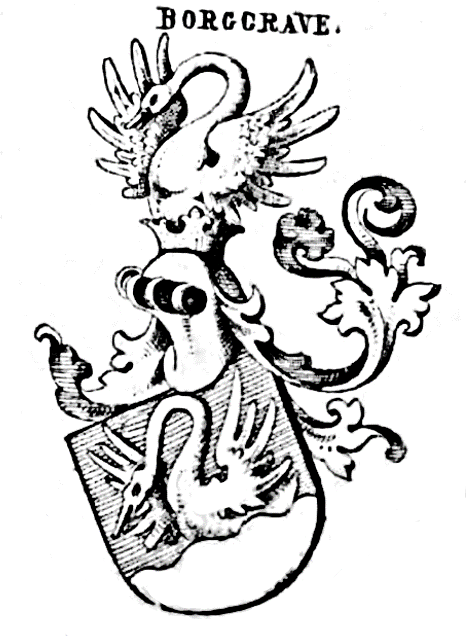
Wappen derer von Borggrave bei Siebmacher
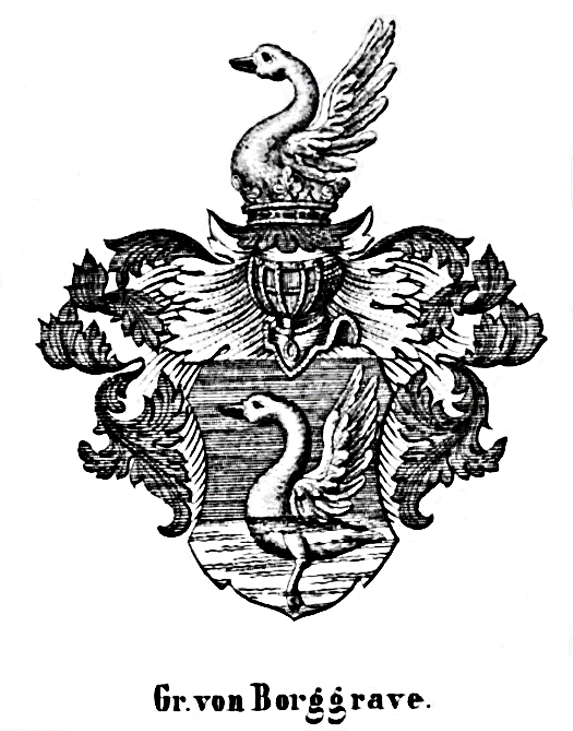
Wappen der „Gr.[afen] von Borggrave“ bei Bernd
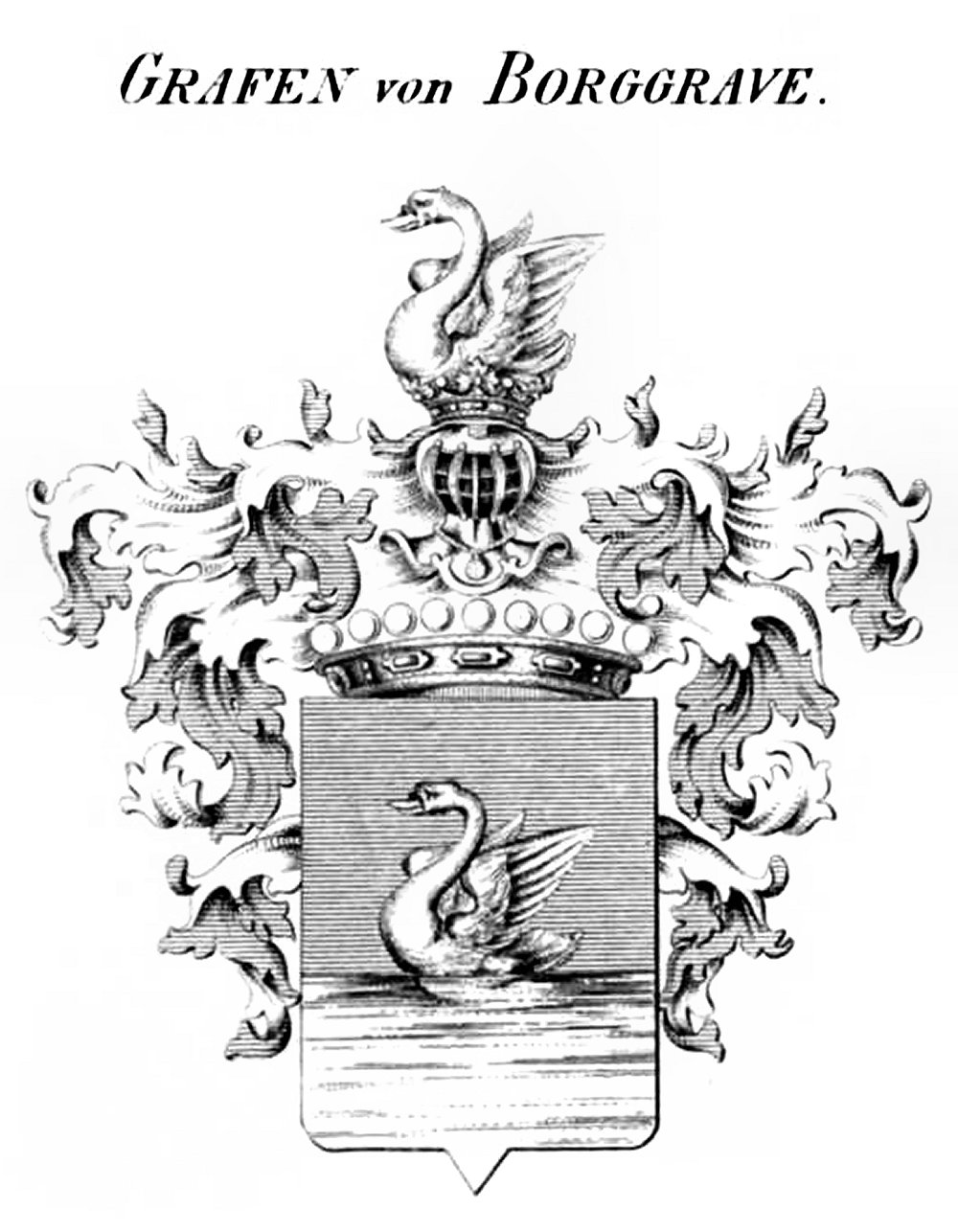
Wappen der „Grafen von Borggrave“ bei Tyroff
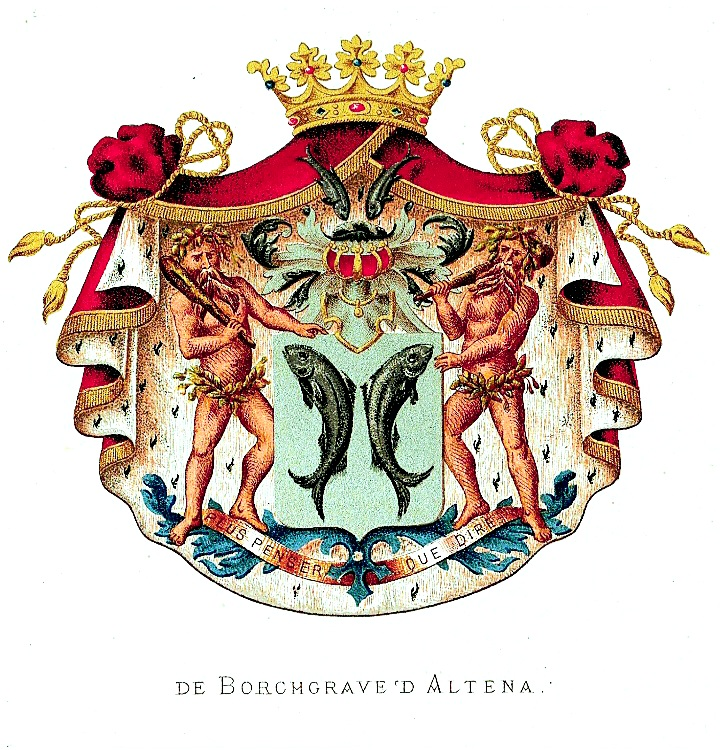
Tatsächliches Wappen der erwähnten Grafen Borchgrave d’Altena, Salme darstellend